# Pokémon Pinball : Rubis et Saphir
Pokémon Pinball : Rubis et Saphir est un jeu vidéo de flipper inspiré par les Pokémon de Nintendo.
Le concept reste le même que celui du premier opus, Pokémon Pinball, sorti sur Game Boy Color.
Le jeu reprend le même gameplay que n'importe quel autre jeu de flipper et y insère des éléments tirés de l'univers Pokémon. D'abord, les monstres eux-mêmes sont capturables au cours de la partie ; ensuite, il est possible de faire évoluer les Pokémon grâce à une sorte de mini-jeu.